# Ferzende

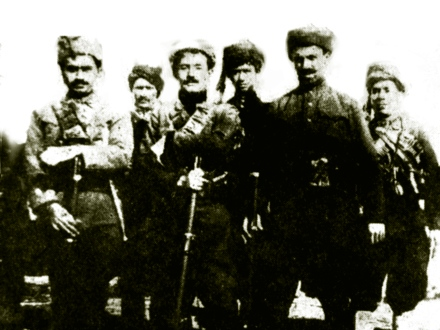
Rebellen der Araratauftsände. Von links nach rechts: Halis Öztürk, Ihsan Nuri Pascha und Hasenanlı Ferzende Bey

Ferzende oder Ferzende Beg (kurdisch: Ferzende Begê Hesenî, türkisch Hasenanlı Ferzende Bey; † 1939 im Qasr-e Qajar-Gefängnis in Teheran) war ein kurdischer Kämpfer, Politiker und Angehöriger des Stammes Heseni.

## Leben
Ferzende war der Sohn von Suleiman Ahmed und Asiye. Er nahm am Scheich-Said-Aufstand von 1925 teil und kämpfte in Malazgirt. Nach dem Scheitern des Aufstandes floh er mit 150 Mann in den Iran. Die iranische Regierung wollte, dass sich die Männer entwaffnen. Doch als Ferzende das verweigerte, kam es zu bewaffneten Zusammenstößen. Bei diesen Kämpfen starb unter anderem Ferzendes Vater. Er selber wurde verwundet. Die Überlebenden suchten Schutz bei Simko Schikak.
1927 kehrte er in die Türkei zurück und schloss sich dem Ararat-Aufstand an. Er nahm an vielen Kämpfen und Sabotageakten teil. 1930 wurde er bei einem Angriff auf Taşburun verwundet. Nachdem der Aufstand nieder geschlagen worden war, floh er wieder über die Grenze in den Iran.
1931 kam es in der Umgebung von Maku zu heftigen Kämpfen zwischen iranischen Regierungstruppen und den Kurden. Dabei kämpften Oberst Mohammad Ali Khan der 2. Brigade der Aserbaidschan-Division und Oberst Kalb Ali Khan, der Verstärkung aus Täbris und Ardabil brachte, gegen die Kurden. Am 25. Juli wurden bei den Kämpfen in Tschaldiran Oberst Kalb Ali Khan und drei von vier Anführern der Kurden getötet. Ferzende wurde gefangen genommen.

## Tod
Laut Osman Sebrî wurde Ferzende im Gefängnis von Choy im Jahr 1939 vergiftet. Aber gemäß einer Freundin von Ferzendes Ehefrau Besra starb Ferzende 1939 im Qasr-e Qajar Gefängnis in Teheran.